# 케네트 조호레
케네트 조호레(덴마크어: Kenneth Zohore, 1994년 1월 31일 ~ )는 덴마크의 축구 선수이다. 현재 EFL 챔피언십의 밀월 FC에서 스트라이커로 뛰고 있다.